# Samuel Brown

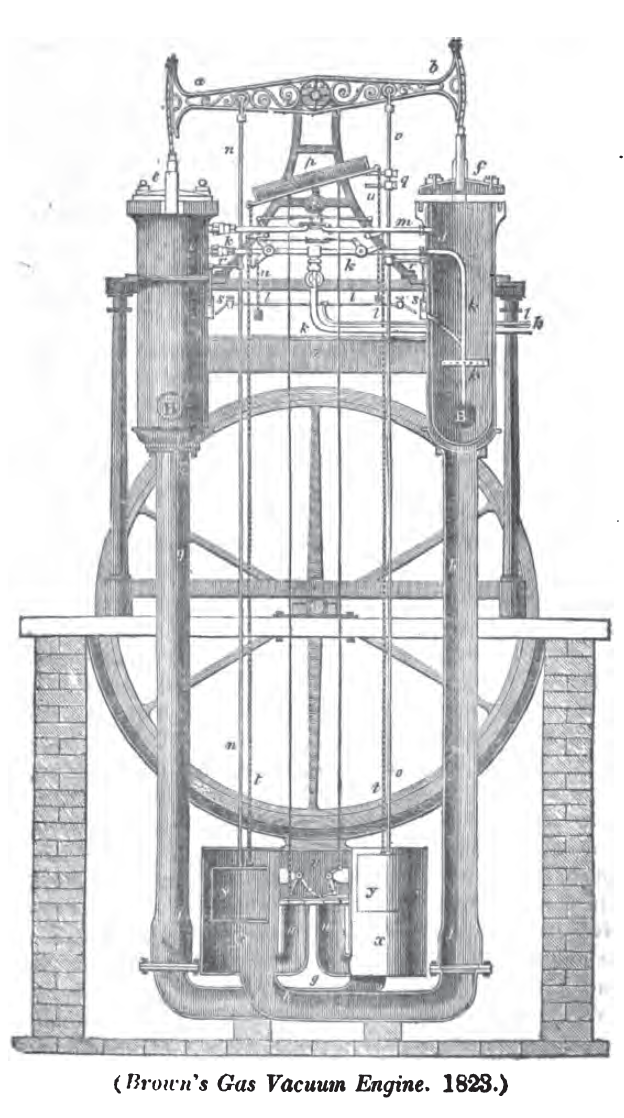
Máquina de gás a vácuo de Brown de 1823

Samuel Brown (1799 – 1849) foi um engenheiro e inventor inglês, que no início do século XIX foi um dos primeiros a desenvolver um motor de combustão interna ou a gás com hidrogênio com combustível. Brown, tanoeiro por profissão (também patenteou melhorias em máquinas para produção de barris), foi descrito como "pai da turbina a gás". Enquanto morou em Brompton de 1825 a 1835, desenvolveu a primeira turbina a gás cujo funcionamento foi um sucesso mecânico. Ele montou duas máquinas para fins de demonstração na propriedade da loja.

## Motor a gás de Brown
Em duas patentes datadas de 4 de dezembro de 1823 e 22 de abril de 1826, Brown propôs encher uma câmara fechada com uma chama de gás e assim expulsar o ar; a chama é então apagada injetando água e operando assim uma turbina enquanto o ar flui no vácuo parcial. Evidentemente, a ideia foi copiada do motor a vapor de James Watt, usando uma chama em vez de vapor para criar o vácuo.
Brown projetou mais tarde (por volta de 1826) uma máquina que usava hidrogênio como combustível - um dos primeiros exemplos de um motor de combustão interna. Era baseado em um velho motor a vapor de Thomas Newcomen, tinha um cilindro de combustão e de trabalho separado e era resfriado com água que circulava ao redor do cilindro em uma jaqueta ou revestimento. A água foi mantida em movimento por uma bomba e resfriada em contato com o ar externo. Em 1825 Brown fundou uma empresa para produzir a máquina. O motor tinha cilindrada de 8800 cm³, mas atingiu apenas 4 hp. Ele testou a máquina dirigindo um veículo em 27 de maio de 1826 que subiu o Shooter's Hill. O grande esforço necessário para operar a máquina a vácuo de gás, no entanto, impediu seu uso.
Citação:
„In 1826, Mr. Samuel Brown applied his gas-vacuum engine ... to a carriage, and ascended Shooter's hill to the satisfaction of numerous spectators. The great expense, however, which attended the working of a gas-vacuum engine, prevented its adoption.“
A máquina também foi usada para bombear água e movimentar um barco fluvial. Brown fundou uma empresa para produzir máquinas para barcos e barcaças, uma das quais teria atingido 13 quilômetros por hora subindo o rio. A empresa não teve sucesso, embora isso possa ter sido devido ao suprimento de gás mais do que à própria máquina.